# Abadia do Monte Saint-Michel
A abadia do Monte Saint-Michel, na comuna francesa de Le Mont-Saint-Michel, na Normandia, no departamento da Mancha, é um notável complexo abacial e histórico, além de centro de peregrinação.
A abadia foi classificada como monumento histórico pela lista de 1862. A abadia é desde 1979 classificada como património mundial da UNESCO como integrante do sítio designado Monte Saint-Michel e a sua Baía, sendo gerido pelo Centre des monuments nationaux.
Com mais de 1,335 milhões de visitantes por ano em 2010, a abadia faz parte dos principais sítios culturais visitados na França.